# Mont-Saxonnex
Mont-Saxonnex là một xã trong tỉnh Haute-Savoie thuộc vùng Auvergne-Rhône-Alpes đông nam Pháp.